# Rafael I van Kongo
Rafael I Nzinga a Nkanga was Mwene Kongo van het Koninkrijk Kongo tijdens de Kongolese Burgeroorlog, en regeerde van 1670 tot 1673.

## Troonsbestijging
In deze periode had Soyo, ooit een ondergeschikte provincie binnen Kongo, zich tot een feitelijk onafhankelijk koninkrijk ontwikkeld. Desondanks bleef Soyo zich regelmatig mengen in de interne aangelegenheden van Kongo en ondernam herhaaldelijk militaire interventies om koningen af te zetten die niet loyaal waren aan zijn belangen. In 1669 zette Soyo Pedro III, een lid van het Huis Kinlaza, af en installeerde in zijn plaats Álvaro IX van het Soyo-gezinde Huis Kimpanzu. Echter, zelfs binnen deze adel groeide weerstand tegen de aanhoudende invloed van Soyo op het centrale bestuur van het koninkrijk.
In dit klimaat van onvrede greep Rafael I de macht en zette Álvaro IX af, waarna hij zelf de titel van Mwene Kongo aannam. Kort na zijn troonsbestijging werd Rafael echter uit de hoofdstad São Salvador verdreven door Soyo, dat inmiddels militaire steun ontving van de Nederlandse Republiek en op gelijke voet begon te concurreren met het ooit dominante Kongo.

## Heerschappij
Rafael wendde zich daarop tot de Portugeseautoriteiten in Luanda, destijds aartsvijanden van de Nederlanders, en verzocht om militaire bijstand in ruil voor financiële betalingen, mijnconcessies, en toestemming om een Portugees fort in Soyo te bouwen ter verdediging tegen Nederlandse invloeden. Deze samenwerking resulteerde echter in de Slag bij Kitombo, waarin Portugese troepen een vernederende nederlaag leden. Als gevolg daarvan werd Portugal gedwongen de onafhankelijkheid van Soyo officieel te erkennen. De pauselijke diplomatie bevestigde dit met een verklaring van de Portugese koning dat verdere pogingen om Soyo's soevereiniteit te ondermijnen zouden worden gestaakt.
Desondanks kon Rafael, in het machtsvacuüm dat daarop volgde, São Salvador herbezetten en zijn koningschap voortzetten tot het einde van zijn regeerperiode in 1673.